# Liste der Monuments historiques in Puydaniel
Die Liste der Monuments historiques in Puydaniel führt die Monuments historiques in der französischen Gemeinde Puydaniel auf.

## Liste der Bauwerke
| Bezeichnung              | Beschreibung              | Standort | Kennzeichnung | Schutzstatus | Datum | Bild |
| ------------------------ | ------------------------- | -------- | ------------- | ------------ | ----- | ---- |
| Kirche St-Jean-St-Blaise | Erbaut im 14. Jahrhundert | (Lage)   | PA00094432    | Inscrit      | 1971  |      |